# Cnemaspis monachorum
Espèce
Cnemaspis monachorum est une espèce de geckos de la famille des Gekkonidae.

## Répartition
Cette espèce est endémique des Langkawi au Kedah en Malaisie.

## Description
Cnemaspis monachorum mesure, queue non comprise, jusqu'à 31,4 mm pour les mâles et jusqu'à 32,9 mm pour les femelles.

## Publication originale
- Grismer, Ahmad, Chan, Belabut, Muin, Wood & Grismer, 2009 : Two new diminutive species of Cnemaspis Strauch 1887 (Squamata: Gekkonidae) from Peninsular Malaysia. Zootaxa, n. 2019, p. 40-56.